# Claude Verdan
Claude Verdan (Yverdon-les-Bains, 21 september 1909 - Cully, 7 augustus 2006) was een Zwitsers chirurg.
Verdan was een medicijnenprofessor in Lausanne. Voor zijn bijdrage aan het opereren van de hand kreeg hij veel onderscheidingen. Eerst werd hij tot ridder geslagen en later tot officier van het Franse erelegioen. In Japan kreeg hij de prijs Pionier van de handchirurgie.
Verdan richtte in Lausanne een museum op over de hand. Dit museum draait op de donatie van Claude Verdan.